# Maurice Bourgue
Maurice Bourgue (Avignon, 6 november 1939 – aldaar, 6 oktober 2023) was een Frans hoboïst, kamermusicus, componist en dirigent.

## Levensloop
Bourgue studeerde aan het Conservatoire National de Musique de Paris, hobo bij Étienne Baudo en kamermuziek bij Fernand Oubradous. Hij behaalde een eerste prijs voor hobo in 1958 en voor kamermuziek in 1959. Hij was een exponent van de Franse hoboschool.
Hij werd benoemd tot solo-hoboïst van het Orchestre de Paris in 1967 door Charles Munch, welke positie hij zou houden tot 1979. Bourgue ontwikkelde zich daarnaast tot solist, onder leiding van dirigenten als Claudio Abbado, Daniel Barenboim, Riccardo Chailly en John Eliot Gardiner. Verder was hij actief als dirigent, in Frankrijk en daarbuiten.
Vanaf 1972 besteedde hij veel tijd aan kamermuziek, met name aan het door hem opgerichte blaasoctet dat ook zijn naam draagt en dat bestaat uit leden van het Orchestre de Paris. Met dit ensemble maakte hij diverse opnames.
Als muzikaal directeur van de Académie Internationale de Musique de Chambre "Sándor Végh" ontplooide Bourgue pedagogische activiteiten, met name aan de conservatoria van Parijs en Genève, naast de masterclasses die hij gaf in Boedapest, Londen, Lausanne, Moskou, Oslo, Jeruzalem en Kioto. Hij gold als een van de belangrijkste pedagogen en mag een groot aantal belangrijke hoboïsten tot zijn studenten rekenen, zoals François Leleux, Albrecht Mayer, Douglas Boyd en Alexei Ogrintchouk.
Hij vertolkte werken van Berio en Dutilleux (Les Citations, 1991). Bourgue maakte een groot aantal opnames. Hij was naast Heinz Holliger de meest invloedrijke hoboïst van zijn generatie.
Bourgue was getrouwd met de pianiste Colette Kling. Hij overleed op 83-jarige leeftijd.

## Prijzen en onderscheidingen
Bourgue behaalde diverse eerste prijzen op internationale concoursen in Genève (1963), Birmingham (1965), München (1967), Praag (1968) en Boedapest (1970).
- Bibsys: 1057228
- Biblioteca Nacional de España: XX864017
- Bibliothèque nationale de France: cb138917480 (data)
- Gemeinsame Normdatei: 134334558
- International Standard Name Identifier: 0000 0001 0912 7487
- Library of Congress Control Number: n83044885
- MusicBrainz: a3ba39ab-e203-4427-9682-0ae60025bd9e
- Nationale Bibliotheek van Tsjechië: jx20060201003
- Nationale Bibliotheek van Israël: 987007446213505171
- Nationale en Universitaire bibliotheek Zagreb: 000557906
- Nederlandse Thesaurus van Auteursnamen: 07065607X
- Réseau des bibliothèques de Suisse occidentale: 02-A003032376
- Istituto Centrale per il Catalogo Unico: UBOV533626
- Système universitaire de documentation: 166289078
- Virtual International Authority File: 69114952
- WorldCat: E39PBJqVW6x3Jx7HCFRvthwwG3